# Таубе, Иоганн
Иоганн Таубе — (около 1525—1583) — немецкий наёмник и авантюрист XVI века, автор мемуаров.

## Биография
Уроженец Ливонии, он в 1560 году попал в русский плен и около 1567 года вступил на царскую службу.
«Хитрой лестью» он сумел расположить к себе Иоанна IV, вошёл к нему в доверенность и стал одним из ближайших, даже главным советником царя в ливонских делах. Именно Таубе, действуя в полном согласии с другим любимцем Иоанна, Элертом Крузе, внушил царю мысль образовать из ливонских орденских земель отдельное королевство и дать ему особого владетеля с вассальными обязанностями к Московскому государству, уверяя, что жители прибалтийских земель сделаются вернейшими подданными России, пристанут к ней «душой и сердцем», а шведов и литовцев от себя изгонят. Таубе указывал даже и лиц, пригодных с точки зрения Москвы на роль ливонского короля — курляндского герцога Готгарда (Кетлера) и датского принца Магнуса, владетеля Эзеля. Получив своему плану одобрение от Иоанна, Tаубе вместе с тем же Крузе для более верного успеха в 1569 году отправился в Дерпт и оттуда повел переговоры с жителями Ревеля с одной стороны, обещая им свободу и долголетний мир, и с курляндским герцогом — с другой. Однако ни ревельские граждане, ни герцог, зная характер Иоанна, в обещания Таубе не поверили и его предложения отвергли.
Потерпев неудачу у Готгарда, Tаубе от имени Иоанна предложил титул ливонского короля датскому принцу Магнусу, который оказался более доверчивым, предложение принял и в 1570 году приехал в Москву, где Иоанн действительно объявил его ливонским королем и женихом своей племянницы Евфимии, дочери Владимира Андреевича Старицкого. После того как были выработаны условия зависимости ливонского короля от московского царя, Магнус отправился в Ливонию, куда сопровождали его и Таубе с Крузе в роли ближайших советников.
По уверениям Таубе Ливония должна была принять нового короля чуть ли не с радостью, однако, когда Магнус с 25-тысячным отрядом русского войска подошел (23 августа 1570 года) к Ревелю, город отказался его впустить. Слушаясь советов Tаубе, Магнус начал правильную осаду Ревеля, продержавшуюся всю осень и зиму и сопровождавшуюся болезнями в стане как осаждаемых, так и осаждавших, Когда в феврале на помощь первым явился шведский флот и надежд на покорение города стало меньше, среди русского войска начало обнаруживаться недовольство. Магнус был в отчаянии и во всем обвинял Tаубе и Крузе. Новые переговоры с Ревелем через пастора Шраффера опять не дали успеха.
Потеряв всякую надежду добиться цели, Магнус 16 марта снял осаду и с небольшим отрядом ушёл в Оберпален, а остальное войско отодвинулось в восточную часть Ливонии. Тогда Таубе и Крузе, утратив доверие Магнуса и боясь ответственности за неудачу перед царём, которому обещали легкий успех относительно Ревеля, уехали в Дерпт и оттуда вступили в тайные сношения с польским королем, обещая овладеть Дерптом в его пользу, если он примет их милостиво и даст те же выгоды, какими они пользовались в Москве.
Получив согласие Сигизмунда-Августа, они подговорили некоего Розена, начальника находившейся в русской службе немецкой дружины, напасть на русских в воскресный день, в послеобеденное время, когда те по обыкновению будут спать. Что же касается немецких жителей города, то они, по расчетам Tаубе, относясь с ненавистью к России, легко согласятся на подданство Польше. Заговорщики сначала имели было успех — перебили стражу, выпустили заключенных, которые взяли оружие убитых и стали помогать нападавшим; но когда последние обратились к жителям, призывая их к оружию, то те не оказали им ни малейшего содействия. Между тем русские — дети боярские и стрельцы, составлявшие гарнизон, вооружились и приготовились к сопротивлению, а им на помощь явились стрельцы, квартировавшие в посаде, и многие русские купцы. При ближайшем столкновении выяснился перевес на стороне русских, из-за чего Розен со своим отрядом поспешил покинуть город.
Таубе и Крузе, потерпев и здесь неудачу, спаслись бегством к польскому королю, принявшему их очень благосклонно, — в надежде выведать у Tаубе разные государственные тайны России. В то время как годом раньше Таубе писал императору Максимилиану, что московский царь имеет непобедимое войско и в силах изгнать из Европы турок, теперь он стал уверять того же Максимилиана и других государей, что Россия бессильна и её легко завоевать. Подстрекательства его к войне с Иоанном однако никакого успеха не имели.
Судя по одному из заявлений дьяка Андрея Щелкалова в переговорах с литовскими послами, можно думать, что Tаубе в России за измену и последующую деятельность его при иностранных дворах был приговорен к смертной казни, и даже была потребована его выдача, встреченная отказом. Для герцога курляндского Tаубе составил обширную записку о русских делах, в которой очень много ценных фактических данных о царствовании Иоанна Грозного; хотя Таубе далеко не всюду беспристрастен, но то что он сообщает важно из-за того, что написано не по слухам, а лицом, хорошо посвященным в русские дела.